# مامورو واتانابه
مامورو واتانابه (انگلیسی: Mamoru Watanabe; ۱۹ مارس ۱۹۳۱ – ۲۴ دسامبر ۲۰۱۳) کارگردان فیلم، بازیگر، فیلم‌نامه‌نویس، و تهیه‌کننده فیلم اهل ژاپن بود.